# Tour de France 1948
35. Tour de France 1948 rozpoczął się 30 czerwca, a zakończył 25 lipca 1948 roku w Paryżu. W klasyfikacji generalnej i górskiej zwyciężył Włoch Gino Bartali, a w klasyfikacji drużynowej najlepsza była Belgia.

## Drużyny
- Belgia
- Holandia/Luksemburg
- Międzynarodowa
- Włochy
- Francja
- Belgia B
- Włochy B
- Centre-Sud-Ouest
- Île-de-France Nord-Est
- Ouest
- Paris
- Sud-Est

## Etapy
| Etap | Data       | Trasa                      | Dystans    | Zwycięzca         | Lider wyścigu   |
| ---- | ---------- | -------------------------- | ---------- | ----------------- | --------------- |
| 1    | 30 czerwca | Paryż – Trouville-sur-Mer  | 237 km     | Gino Bartali      | Gino Bartali    |
| 2    | 1 lipca    | Trouville-sur-Mer – Dinard | 259 km     | Vincenzo Rossello | Jan Engels      |
| 3    | 2 lipca    | Dinard – Nantes            | 251 km     | Guy Lapébie       | Louison Bobet   |
| 4    | 3 lipca    | Nantes – La Rochelle       | 166 km     | Jacques Pras      | Roger Lambrecht |
| 5    | 4 lipca    | La Rochelle – Bordeaux     | 262 km     | Raoul Remy        | Roger Lambrecht |
| 6    | 5 lipca    | Bordeaux – Biarritz        | 244 km     | Louison Bobet     | Louison Bobet   |
| 7    | 6 lipca    | Biarritz – Lourdes         | 219 km     | Gino Bartali      | Louison Bobet   |
| 8    | 8 lipca    | Lourdes – Tuluza           | 261 km     | Gino Bartali      | Louison Bobet   |
| 9    | 10 lipca   | Tuluza – Montpellier       | 246 km     | Raymond Impanis   | Louison Bobet   |
| 10   | 11 lipca   | Montpellier – Marsylia     | 248 km     | Raymond Impanis   | Louison Bobet   |
| 11   | 12 lipca   | Marsylia – San Remo        | 245 km     | Gino Sciardis     | Louison Bobet   |
| 12   | 13 lipca   | San Remo – Cannes          | 170 km     | Louison Bobet     | Louison Bobet   |
| 13   | 15 lipca   | Cannes – Briançon          | 274 km     | Gino Bartali      | Louison Bobet   |
| 14   | 16 lipca   | Briançon – Aix-les-Bains   | 263 km     | Gino Bartali      | Gino Bartali    |
| 15   | 18 lipca   | Aix-les-Bains – Lozanna    | 256 km     | Gino Bartali      | Gino Bartali    |
| 16   | 19 lipca   | Lozanna – Miluza           | 243 km     | Edouard Van Dyck  | Gino Bartali    |
| 17   | 20 lipca   | Miluza – Strasburg         | ITT 120 km | Roger Lambrecht   | Gino Bartali    |
| 18   | 21 lipca   | Strasburg – Metz           | 195 km     | Giovanni Corrieri | Gino Bartali    |
| 19   | 23 lipca   | Metz – Liège               | 249 km     | Gino Bartali      | Gino Bartali    |
| 20   | 24 lipca   | Liège – Roubaix            | 228 km     | Bernard Gauthier  | Gino Bartali    |
| 21   | 25 lipca   | Roubaix – Paryż            | 286 km     | Giovanni Corrieri | Gino Bartali    |

## Liderzy klasyfikacji po etapach
| Etap                 | Zwycięzca            | Klasyfikacja generalna | Klasyfikacja górska | Klasyfikacja drużynowa |
| -------------------- | -------------------- | ---------------------- | ------------------- | ---------------------- |
| 1                    | Gino Bartali         | Gino Bartali           | brak                | Belgia                 |
| 2                    | Vincenzo Rossello    | Jan Engels             | brak                | Belgia B               |
| 3                    | Guy Lapébie          | Louison Bobet          | brak                | Francja                |
| 4                    | Jacques Pras         | Roger Lambrecht        | brak                | Międzynarodowa         |
| 5                    | Raoul Remy           | Roger Lambrecht        | brak                | Międzynarodowa         |
| 6                    | Louison Bobet        | Louison Bobet          | brak                | Międzynarodowa         |
| 7                    | Gino Bartali         | Louison Bobet          | Bernard Gauthier    | Francja                |
| 8                    | Gino Bartali         | Louison Bobet          | Jean Robic          | Francja                |
| 9                    | Raymond Impanis      | Louison Bobet          | Jean Robic          | Francja                |
| 10                   | Raymond Impanis      | Louison Bobet          | Jean Robic          | Międzynarodowa         |
| 11                   | Gino Sciardis        | Louison Bobet          | Jean Robic          | Międzynarodowa         |
| 12                   | Louison Bobet        | Louison Bobet          | Jean Robic          | Francja                |
| 13                   | Gino Bartali         | Louison Bobet          | Jean Robic          | Francja                |
| 14                   | Gino Bartali         | Gino Bartali           | Gino Bartali        | Francja                |
| 15                   | Gino Bartali         | Gino Bartali           | Gino Bartali        | Francja                |
| 16                   | Edward Van Dijck     | Gino Bartali           | Gino Bartali        | Francja                |
| 17                   | Roger Lambrecht      | Gino Bartali           | Gino Bartali        | Belgia                 |
| 18                   | Giovanni Corrieri    | Gino Bartali           | Gino Bartali        | Belgia                 |
| 19                   | Gino Bartali         | Gino Bartali           | Gino Bartali        | Belgia                 |
| 20                   | Bernard Gauthier     | Gino Bartali           | Gino Bartali        | Belgia                 |
| 21                   | Giovanni Corrieri    | Gino Bartali           | Gino Bartali        | Belgia                 |
| Klasyfikacja końcowa | Klasyfikacja końcowa | Gino Bartali           | Gino Bartali        | Belgia                 |

## Klasyfikacje
|     | Zawodnik         | Zespół           | Czas         |
| --- | ---------------- | ---------------- | ------------ |
| 1.  | Gino Bartali     | Włochy           | 147h 10' 36" |
| 2.  | Briek Schotte    | Belgia           | +26' 16"     |
| 3.  | Guy Lapébie      | Centre-Sud-Ouest | +28' 48"     |
| 4.  | Louison Bobet    | Francja          | +32' 59"     |
| 5.  | Jeng Kirchen     | HOL/LUX          | +37' 53"     |
| 6.  | Lucien Teisseire | Francja          | +40' 17"     |
| 7.  | Roger Lambrecht  | Międzynarodowa   | +49' 56"     |
| 8.  | Fermo Camellini  | Międzynarodowa   | +51' 36"     |
| 9.  | Louis Thiétard   | Paris            | +55' 23"     |
| 10. | Raymond Impanis  | Belgia           | +1h 00' 03"  |

|    | Zawodnik         | Zespół  | Punkty |
| -- | ---------------- | ------- | ------ |
| 1. | Gino Bartali     | Włochy  | 62     |
| 2. | Apo Lazaridès    | Francja | 43     |
| 3. | Jean Robic       | Francja | 38     |
| 4. | Briek Schotte    | Belgia  | 30     |
| 5. | Lucien Teisseire | Francja | 28     |

### Drużynowa
| Poz. | Kraj           | Czas         |
| ---- | -------------- | ------------ |
| 1.   | Belgia         | 443h 58' 20" |
| 2.   | Francja        | +28' 16"     |
| 3.   | Paris          | +56' 29"     |
| 4.   | Międzynarodowa | +1h 00' 30"  |
| 5.   | Włochy         | +2h 11' 36"  |